# Fausto Padín
Fausto Padín (Chacabuco, 18 de julio de 1906 - Buenos Aires, 10 de julio de 1975) fue un actor argentino de cine, teatro y televisión.

## Carrera
Integrante de una familia de artistas, ya que era hijo del actor circense Manuel Padín (Portugal, 4 de noviembre de 1855 - 5 de mayo de 1922, conocido como el Payaso Pepino 77) quien en 1894 se casó con la actriz uruguaya Máxima Hourquet (1877-1912).
Tuvieron ocho hijos:
1. Pilar Padín (1895-?)
2. Julio Padín (1899-1972)
3. Mariana Padín (1901-1981)
4. Fausto Alfredo Padín (1906-1975)[1]
5. María Isabel Padín (1910-?)
6. Margarita Padín (1910-1993), célebre actriz y vedette
7. Alberto Padín (1911-1911)
8. Manuel Padín (1912-1912)

Sus últimos dos hermanos murieron siendo muy pequeños.
Tras la muerte de su madre, en el parto del octavo hijo, su padre se volvió a casar con una tal Eulalia Mendizábal (1865-?), con quien tuvo dos hijas:
9. Mariana Aída Padín (1887-?), quien se casaría posteriormente con Francisco Aniceto Benavente, y tuvieron a Saulo Benavente (1916-1982), pintor, iluminador y escenógrafo de amplia labor, quien fue sobrino de Fausto Padín

10. María Padín (1888-1970), actriz.
Fausto Padín inició su carrera cinematográfica en 1937 en la película El pobre Pérez con dirección de Luis César Amadori y protagonizada por Pepe Arias y Alicia Vignoli. 
Siempre en roles secundarios se destacó ya sea en papeles de taxista, chofer, camionero o extra en algún evento. 
Tuvo un gran lucimiento en Apenas un delincuente (1949), de Hugo Fregonese.
Se despidió del cine con el film Sucedió en Buenos Aires (1954), con Olga Zubarry y Roberto Escalada. 
En televisión trabajó en el unitario Y... ellos visten de negro (1972), protagonizado por Pablo Alarcón y Aída Anselmo.
También integró numerosos elencos teatrales, realizó giras y trabajó en radio. 
Estuvo casado con la actriz argentina Raquel Oquendo. 
Fausto Padín falleció por causas naturales el 10 de julio de 1975, a los 68 años.

## Filmografía
- 1954: Sucedió en Buenos Aires.
- 1953: Mercado negro.
- 1953: La niña del gato.
- 1953: Uéi Paesano.
- 1952: El túnel.
- 1951: Pasó en mi barrio.
- 1949: Juan Globo.
- 1949: Un tropezón cualquiera da en la vida
- 1949: Apenas un delincuente.
- 1948: Pasaporte a Río.
- 1945: Santa Cándida.
- 1943: Carmen.
- 1942: Bajó un ángel del cielo.
- 1941: La canción de los barrios.
- 1937:El pobre Pérez.